# Vida (álbum de Draco Rosa)
| Críticas profissionais | Críticas profissionais |
| Avaliações da crítica  | Avaliações da crítica  |
| Fonte                  | Avaliação              |
| ---------------------- | ---------------------- |
| Allmusic               | [ 1 ]                  |

Vida é um álbum de estúdio do cantor porto-riquenho Draco Rosa, lançado em 2013. Contém 16 músicas cantadas em dueto.
O álbum ganhou o Grammy Latino de Álbum do Ano, durante a entrega da cerimônia de 2013.

## Faixas
| N.º            | Título                                                  | Compositor(es)                                   | Duração |  |
| 1.             | "Esto Es Vida" (com Juan Luis Guerra)                   | Luis Gómez Escolar / Draco Rosa                  | 4:33    |  |
| 2.             | "Penélope" (com Maná)                                   | José Manuel Navarro / Draco Rosa                 | 3:57    |  |
| 3.             | "Cómo Me Acuerdo" (com Alejandro Sanz)                  | Luis Gómez Escolar / George Noriega / Draco Rosa | 3:05    |  |
| 4.             | "El Tiempo Va" (com Rubén Blades)                       | Luis Gómez Escolar / Draco Rosa                  | 3:45    |  |
| 5.             | "Obra de Arte" (com Enrique Bunbury)                    | Luis Gómez Escolar / Draco Rosa                  | 3:43    |  |
| 6.             | "Blanca Mujer" (com Shakira)                            | Luis Gómez Escolar / Draco Rosa                  | 4:02    |  |
| 7.             | "Más y Más" (com Ricky Martin)                          | Luis Gómez Escolar / Draco Rosa / Itaal Shur     | 3:22    |  |
| 8.             | "Noche Fría" (com MiMa)                                 | Walter Afanasieff / Luis Gómez Escolar / D. Rosa | 4:32    |  |
| 9.             | "Vagabundo" (com Andrés Calamaro)                       | José Manuel Navarro / Draco Rosa                 | 3:26    |  |
| 10.            | "Roto por Ti" (com Juanes)                              | Luis Gómez Escolar / George Noriega / Draco Rosa | 3:35    |  |
| 11.            | "Paraíso Prometido (Hay Que Llegar)" (com Marc Anthony) | Luis Gómez Escolar / Draco Rosa                  | 4:43    |  |
| 12.            | "Reza por Mi" (com Romeo Santos)                        | Luis Gómez Escolar / Draco Rosa                  | 4:39    |  |
| 13.            | "Cruzando Puertas" (com José Feliciano)                 | Luis Gómez Escolar / Draco Rosa                  | 3:34    |  |
| 14.            | "Amantes Hasta el Fin" (com Ednita Nazario)             | José Manuel Navarro / Draco Rosa                 | 3:57    |  |
| 15.            | "Brujería" (com Tego Calderón)                          | Luis Gómez Escolar / Draco Rosa                  | 2:52    |  |
| 16.            | "Madre Tierra" (com Calle 13)                           | Luis Gómez Escolar / Draco Rosa                  | 3:40    |  |
| Duração total: | Duração total:                                          | Duração total:                                   | 61:23   |  |